# Бєлов Іван Панфилович
Іван Панфілович Бєлов (нар. 27 червня 1893, село Калінніково Череповецького повіту Новгородської губернії, тепер Кадуйського району Вологодської області, Російська Федерація — розстріляний 29 червня 1938, Москва) — радянський військовий діяч, командарм 1-го рангу, командувач військ Північно-Кавказького, Ленінградського, Московського, Білоруського військових округів. Член ЦВК СРСР. Депутат Верховної Ради СРСР 1-го скликання (1937—1938).

## Біографія
Народився 15 (27) червня 1893 року в селянській родині. Працював робітником на лісозаготівлях. Займався самоосвітою, склав екзамен на звання вчителя.
У 1913 році призваний в російську армію. Служив у 13-му Сибірському стрілецькому полку. Закінчив навчальну команду і одержав звання унтер-офіцера. Брав участь в Першій світовій війні. Після контузії і лікування в госпіталі відряджений у 1-й Сибірський запасний полк у місті Ташкенті. У 1916 році за образу офіцера був засуджений до 4,5 років дисциплінарного батальйону.
Після Лютневої революції 1917 року звільнений з ув'язнення та обраний членом Ташкентської ради робітничих і солдатських депутатів. З лютого 1917 року — член Партії лівих соціалістів-революціонерів (есерів).
У вересні 1917 року обраний головою солдатського комітету, а у жовтні 1917 року — командиром 1-го Сибірського запасного стрілецького полку в Ташкенті, яким командував під час збройного повстання в Ташкенті в жовтні 1917 року і в ліквідації автономного уряду Коканду в 1918 році. Член Ташкентської Ради в 1917—1919 роках, член Туркестанського ЦВК у 1918—1921 роках.
У 1918 році — комендант фортеці і начальник гарнізону Ташкента. У січні 1919 року брав активну участь в придушенні антирадянського повстання на чолі з Осиповим в Ташкенті. Після придушення повстання вийшов з партії лівих есерів і вступив в партію більшовиків.
Член РКП(б) з 1919 року.
З квітня по жовтень 1919 року — головнокомандувач військ Туркестанської республіки. У січні — липні 1920 року — начальник 3-ї Туркестанської стрілецької дивізії в Семиріччі, де брав участь в придушенні Верненского повстання. З серпня 1920 року по вересень 1921 року — командувач Бухарської групи військ РСЧА. Провів військову операцію проти Бухарського емірату, захопив Стару Бухару.
Після Громадянської війни командував 2-ю Донською і 22-ю Краснодарською стрілецькими дивізіями.
У 1923 році закінчив Вищі академічні курси вищого командного складу РСЧА при Військовій академії РСЧА. З 1923 по 1925 рік послідовно командував 15-м, 9-м і 2-м стрілецькими корпусами. З липня 1925 року — помічник командувача військ Московського військового округу, з червня 1927 року — помічник командувача військ Північно-Кавказького військового округу.
З листопада 1927 року по червень 1931 року — командувач військ Північно-Кавказького військового округу.
З червня 1931 року по вересень 1935 року — командувач військ Ленінградського військового округу.
З вересня 1935 (за іншими даними, з червня 1936) по червень 1937 року — командувач військ Московського військового округу.
З червня по грудень 1937 року — командувач військ Білоруського військового округу.
7 січня 1938 року заарештований. Військовою колегією Верховного суду СРСР 29 червня 1938 року засуджений до страти. Розстріляний цього ж дня.
Реабілітований 26 листопада 1955 року.

## Звання
- командарм 1-го рангу (1935)

## Нагороди та звання
- два ордени Червоного Прапора (16.09.1920, 16.04.1921)